# Juan Foronda
Juan Foronda – kolumbijski zapaśnik walczący w obu stylach. Dwukrotnie czwarty na mistrzostwach panamerykańskich w 1989. Zdobył dwa srebrne medale na igrzyskach boliwaryjskich w 1989 roku.